# Carlo Emanuele dal Pozzo

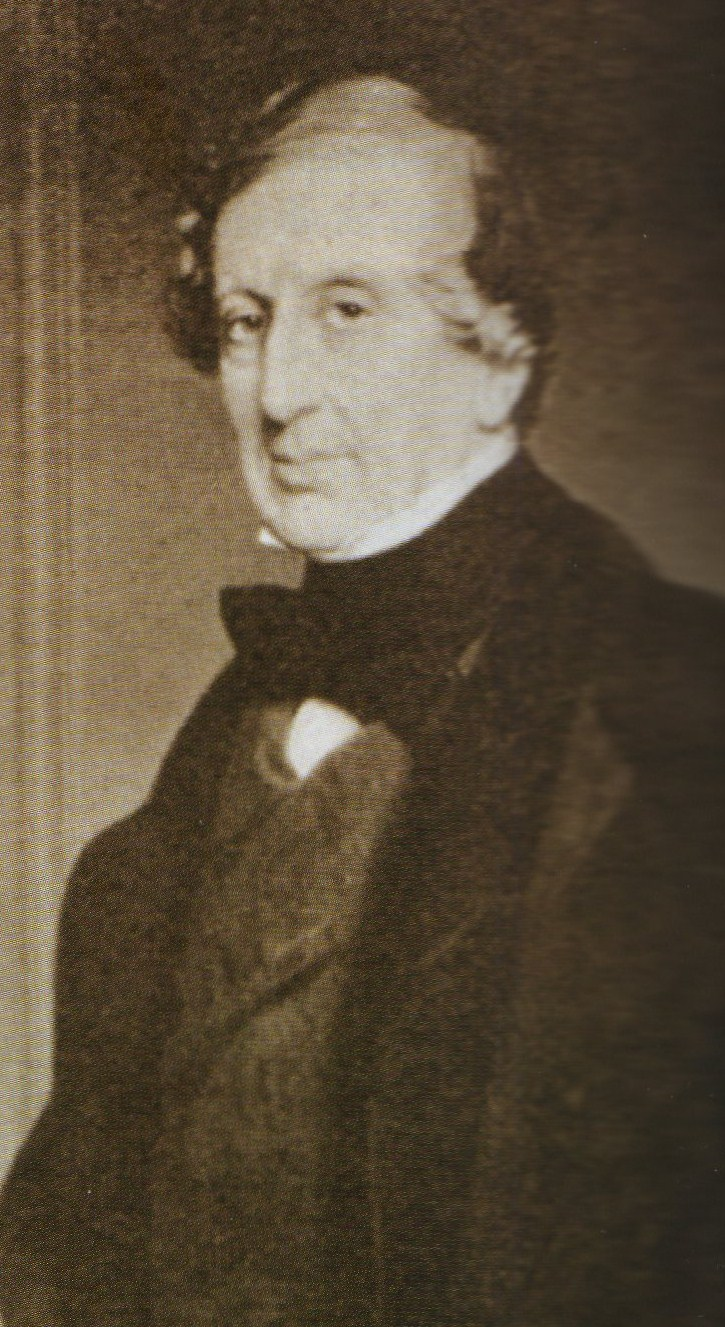
Carlo Emanuele dal Pozzo

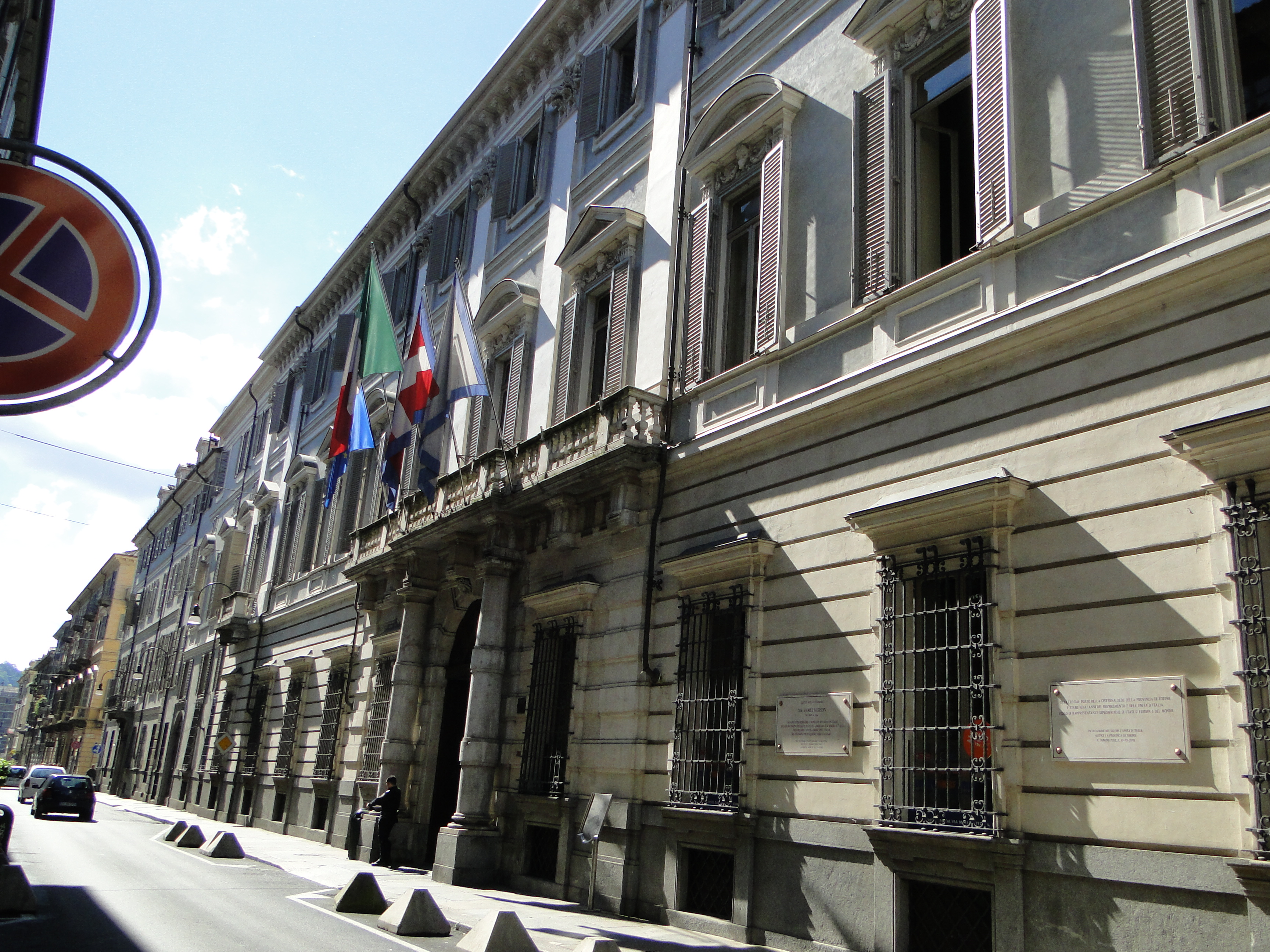
Stadspaleis van de familie dal Pozzo in Turijn

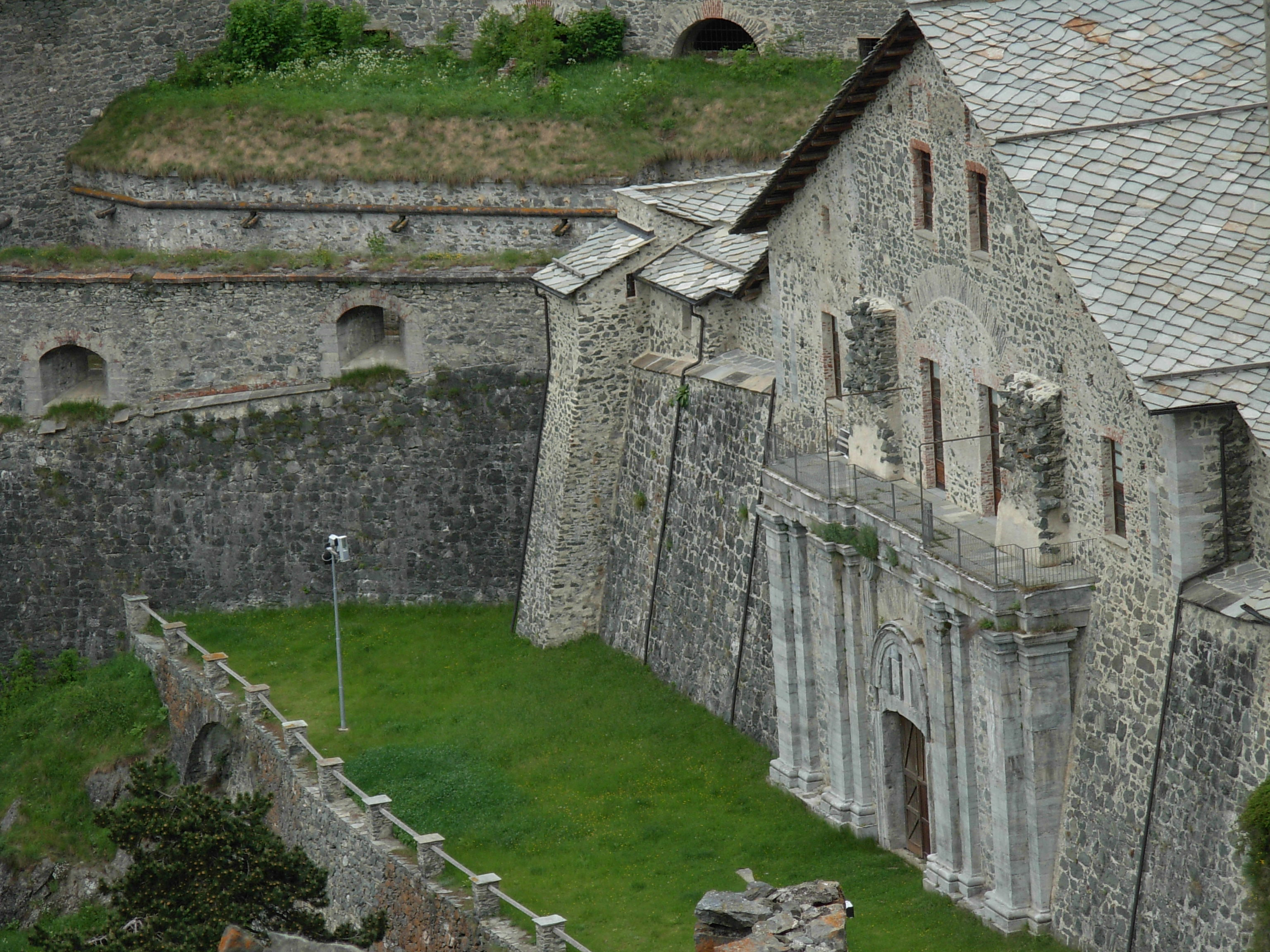
Hij zat opgesloten in de gevangenis van Fenestrelle en kreeg nadien de doodstraf (1821)

Carlo Emanuele dal Pozzo (Turijn, 7 januari 1787 - Reano, 26 maart 1864) was een edelman uit het koninkrijk Piëmont-Sardinië. Zijn belangrijkste adellijke titel was 5e prins della Cisterna y Belriguardo.
Hij was eerst kamerheer van de prinsen van Borghese, vervolgens baron in dienst van Napoleon Bonaparte en leefde het grootste deel van zijn leven als politicus in ballingschap. Hij ijverde voor een constitutionele monarchie in Piëmont-Sardinië, dat in die tijd een politiestaat was.

## Familie dal Pozzo
De familie dal Pozzo was oorspronkelijk afkomstig van Cisterna in Piëmont doch bezat later talrijke andere domeinen en titels. Hun belangrijkste titel was prins van Cisterna, waaraan ze de naam van het kasteel mochten hechten, namelijk Belriguardo (of Mooi Uitzicht). Daarnaast waren zij markies van Voghera en graaf van Ponderano. De familie was een van de meest gefortuneerde families van Piëmont. Zoals bij vele Piëmontese edelen werd er vaak Frans gesproken, een overblijfsel van het oude hertogdom Savoye. Carlo Emanuele groeide op in Turijn, de hoofdstad van Piëmont-Sardinië. De familie dal Pozzo had er een imposant stadspaleis, genoemd Palazzo Cisterna. Vader dal Pozzo was door de Fransen in Frankrijk gevangen gezet (1799-1800).

## Levensloop
Tijdens de Franse annexatie van Piëmonte kwam dal Pozzo aan de kost als kamerheer van de prinsen van Borghese, die ook een paleis in Turijn hadden. Door zijn trouwe dienst aan het regime van Napoleon Bonaparte verkreeg hij de titel van baron van het Eerste Franse keizerrijk. Na de val van Napoleon (1815) met de slag bij Waterloo, lanceerde dal Pozzo zich in de Turijnse politiek. Zijn ideeën waren deze van een constitutionele monarchie, of een grondwettelijk koningschap te installeren in Piëmont-Sardinië. Zulke liberale ideeën pasten in die tijd niet in de Restauratiepolitiek van de reactionaire koning Victor Emanuel I. Deze koning regeerde over Piëmont-Sardinië als een potentaat; ook in Frankrijk was er een Restauratiepolitiek.
In 1821 dwongen de Carbonari koning Victor Emanuel I tot ontslag. De repressie door zijn opvolger Karel Felix deed dal Pozzo vluchten, samen met al zijn medestanders. De Piëmontese grenspolitie arresteerde hem op verdenking van opstand tegen Karel Felix (maart 1821). Bij een medestander had de grenspolitie immers brieven van dal Pozzo en landkaarten gevonden. Het bezit van landkaarten werd in die tijd onmiddellijk gelinkt aan samenzwering, opruiing of revolutie. De plaats van arrestatie was Le Pont-de-Beauvoisin, de grenspost tussen Frankrijk en Piëmont-Sardinië. Dal Pozzo verbleef enkele dagen in de gevangenis van Fenestrelle. De rechtbank van Turijn veroordeelde nadien dal Pozzo tot de doodstraf, doch het was bij verstek (1821). Dal Pozzo was ondertussen in Parijs ondergedoken waar hij onder een valse naam leefde. Hij vertrouwde immers het regime van de Franse koning Lodewijk XVIII niet. In Turijn verklaarde de rechtbank het Palazzo Cisterna verbeurd. De nieuwe eigenaars van het paleis of anderen − dit is niet duidelijk − vandaliseerden het gebouw.
Met een nieuw regime in Parijs, na de Julirevolutie, en de regering van Lodewijk Filips van Orléans, veranderde de erbarmelijke situatie van dal Pozzo (1830). Ook de nieuwe Sardijnse koning Karel Albert zag eerherstel voor dal Pozzo mogelijk. Politiek gesproken bleef dal Pazzo op zijn hoede: hij was niet reactionnair-conservatief maar ook niet vooruitstrevend liberaal. Hij noemde zichzelf gematigd liberaal. In 1846 kreeg hij het geconfisqueerde paleis in Turijn terug.
In hetzelfde jaar huwde hij met de Belgische gravin Louise de Mérode in Brussel (1846). Het echtpaar trok naar Turijn, waar ze de restauratiewerken aan het stadspaleis organiseerden. Ondertussen verbleven ze in Rome en Toscane (1846-1848). Het jaar 1848 was het jaar van zijn politieke rentrée. Hij werd senator van het koninkrijk Sardinië. Het revolutiejaar 1848 en nadien waren woelige tijden in Turijn omwille van het opkomende Risorgimento onder leiding van Cavour, eerste minister van Piëmont-Sardinië. Het koppel verbleef vaak in Parijs, en ook wel in Brussel. Hij onderhield steeds zijn politieke contacten met Turijn. Een grondwet voor Piëmont-Sardinië, zoals dal Pozzo altijd gehoopt had, kwam er niet. Op verzoeken van senatoren in Turijn om terug politiek actief te worden, antwoordde hij steeds negatief.
Hij stierf in Reano, nabij Turijn, in 1864. Zijn dochter Maria Victoria werd de erfgename van het familiefortuin der prinsen van Cisterna y Belriguardo.

## Gezin
Dal Pazzo was gehuwd met Louise de Mérode. Het echtpaar had twee dochters:
- Maria Victoria dal Pozzo (1847-1876), gehuwd met de Piëmontese hertog Amadeus, de latere koning van Spanje Amadeus I[4].
- Beatrice Giuseppa Antonia Luisa dal Pozzo (1851-1864).

- Système universitaire de documentation: 230945589
- Virtual International Authority File: 4559154198319920230000